# Stenophareus
Genre
Stenophareus est un genre d'opilions laniatores de la famille des Stygnidae.

## Distribution
Les espèces de ce genre se rencontrent au Venezuela et au Brésil.

## Liste des espèces
Selon World Catalogue of Opiliones (05/10/2021) :
- Stenophareus aonda Villarreal, DoNascimiento & Rodríguez-Manzanilla, 2007
- Stenophareus guerreroi Villarreal & DoNascimiento, 2007
- Stenophareus roraimus Goodnight & Goodnight, 1943

## Publication originale
- Goodnight & Goodnight, 1943 : « Phalangida from South America. » American Museum Novitates, no 1234, p. 1–19 (texte intégral).